# Heavy Equipment Transport System

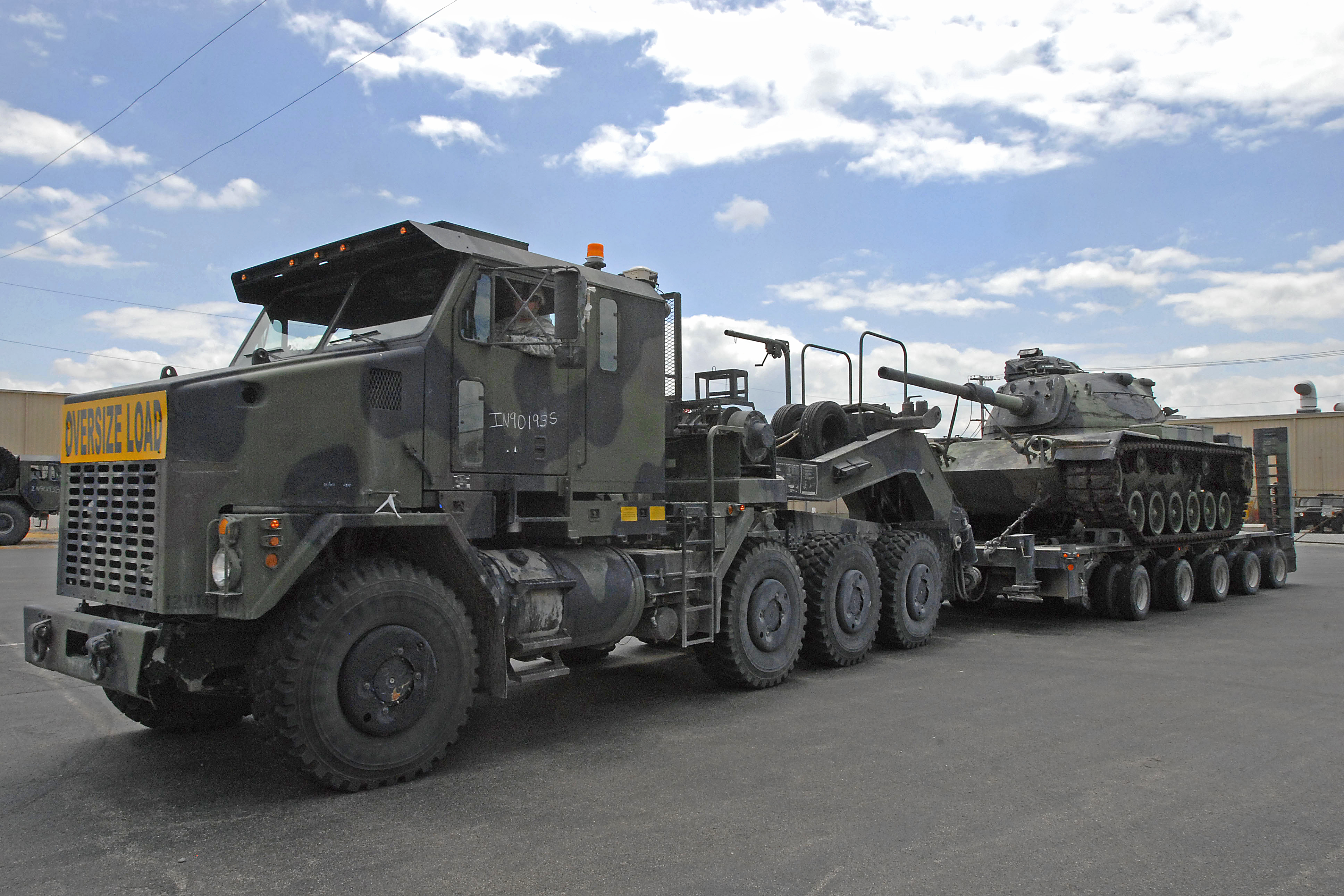
Un HET transportant un char.

Le Heavy Equipment Transport System (HET) - appelé également Heavy Equipment Transporting Truck ou Heavy Equipment Truck Tractor (HETT) - est un véhicule militaire américain utilisé pour le transport et la logistique, particulièrement comme transporteur de char. Il permet le déploiement et l'évacuation des chars de combat, des véhicules de transport de troupes, des canons automoteurs, des bulldozers blindés et d'autres véhicules lourds.

## Description
La fonction principale du HET est le transport du char M1 Abrams, sa récupération en cas de panne ou de destruction, et cela à moindre coût en limitant l'usure matériel du char pour permettre leur disponibilité pour le combat.
Développé et produit par l'Oshkosh Corporation, il a fait son entrée en service actif en 1993. Il est utilisé par d'autres pays que les États-Unis, notamment le Royaume-Uni.